# Tomáš Trusina
Tomáš Trusina (* 26. dubna 1961 Praha) je českobratrský evangelický duchovní, publicista a nakladatel.
Působil jako vikář Horáckého seniorátu pro sbor v Třebíči, následně byl farářem v Heršpicích u Slavkova, od roku 2001 působil v Benešově u Prahy a od roku 2017 působí v Praze ve farním sboru U Salvátora.
Je zakladatelem a provozovatelem Evangelického manufakturního nakladatelství EMAN, v tomto nakladatelství vydává také časopis Protestant.
Od roku 1981 je ženat s Janou, s níž má tři dcery a pět synů.